# B-Sides & Rarities
B-Sides & Rarities es un álbum recopilatorio de Deftones lanzado el 4 de octubre de 2005 por Maverick Records y Rhino Entertainment. El disco incluye rarezas, caras B y versiones de otros artistas como Lynyrd Skynyrd, The Cure o Duran Duran. También incluye un DVD con toda la videografía de la banda hasta ese momento.
El álbum obtuvo el puesto 43 en el Billboard de 2005.

## Listado de canciones
CD

| N.º | Título                                                                                   | Duración |  |
| 1.  | «Savory» (Jawbox cover) (featuring Jonah Matranga, Shaun Lopez and Chris Robyn of Far)   | 4:35     |  |
| 2.  | «Wax and Wane» (Cocteau Twins cover)                                                     | 4:09     |  |
| 3.  | «Change (In the House of Flies) (Acoustic)»                                              | 5:16     |  |
| 4.  | «Simple Man» (Lynyrd Skynyrd cover)                                                      | 6:19     |  |
| 5.  | «Sinatra» (2005 remix of Helmet cover)                                                   | 4:43     |  |
| 6.  | «No Ordinary Love» (Sade cover, featuring Jonah Matranga of Far)                         | 5:34     |  |
| 7.  | «Teenager (Idiot Version)» (featuring Michael Harris and Daniel Anderson of Idiot Pilot) | 3:45     |  |
| 8.  | «Crenshaw Punch/I'll Throw Rocks at You» (Inédita)                                       | 4:48     |  |
| 9.  | «Black Moon» (featuring B-Real of Cypress Hill)                                          | 3:18     |  |
| 10. | «If Only Tonight We Could Sleep» (The Cure cover, live in 2004 at MTV Icon: The Cure)    | 5:07     |  |
| 11. | «Please, Please, Please Let Me Get What I Want» (The Smiths cover)                       | 2:01     |  |
| 12. | «Digital Bath (Acoustic)» (live in 2000 at KXTE, Las Vegas, Nevada)                      | 4:48     |  |
| 13. | «The Chauffeur» (Duran Duran cover)                                                      | 5:21     |  |
| 14. | «Be Quiet and Drive (Far Away) (Acoustic)» (additional vocals by Jonah Matranga of Far)  | 4:30     |  |

| iTunes bonus track |                                  |          |  |
| N.º                | Título                           | Duración |  |
| 15.                | «Night Boat» (Duran Duran cover) | 4:38     |  |

### DVD
1. "7 Words"
2. "Bored"
3. "My Own Summer (Shove It)"
4. "Be Quiet and Drive (Far Away)"
5. "Change (In the House of Flies)"
6. "Back to School (Mini Maggit)"
7. "Digital Bath"
8. "Minerva"
9. "Hexagram"
10. "Bloody Cape"
11. "Engine Number 9"
12. "Root"

## Posicionamiento de gráficos
| Chart (2005)                    | Peak position |
| ------------------------------- | ------------- |
| US Billboard 200                | 43            |
| Australian Albums Chart         | 30            |
| Austrian Albums Chart           | 54            |
| Belgian Albums Chart (Wallonia) | 84            |
| Swiss Albums Chart              | 93            |
| French Albums Chart             | 59            |